# Stichopogon surcoufi
Stichopogon surcoufi là một loài ruồi trong họ Asilidae. Stichopogon surcoufi được Villeneuve miêu tả năm 1920. Loài này phân bố ở vùng Cổ Bắc giới.